# Stephen Hopkins (Regisseur)
Stephen Hopkins (* 1958 auf Jamaika) ist ein britisch-australischer Regisseur und Produzent.

## Karriere
Er wuchs in England und Australien auf. Bei seiner Arbeit als Designer für Schallplattencover lernte er den damaligen Videoclipregisseur Russell Mulcahy kennen. Hopkins lieferte für diverse Mulcahy-Videos das Storyboard und das Set-Design. Als Russell Mulcahy der Film Highlander (1986) zur Regie angeboten wurde, übernahm Hopkins bei diesem Projekt die Second Unit Regie. Nur ein Jahr später führte Hopkins bei Dangerous Game zum ersten Mal selbst Regie.
Inzwischen nach Hollywood umgezogen folgten 1989 Nightmare on Elm Street 5 – Das Trauma und 1990 als erster großer Höhepunkt seiner Karriere Predator 2 mit Danny Glover in der Hauptrolle. Mit Explosiv – Blown Away, einem Actionthriller mit Jeff Bridges und Tommy Lee Jones, sowie Der Geist und die Dunkelheit mit Val Kilmer und Michael Douglas folgten zwei weitere erfolgreiche Großproduktionen. 1998 realisierte er mit großer Besetzung (William Hurt, Gary Oldman und Heather Graham, mit der er auch kurz liiert war) die Kinofassung der Fernsehserie Verschollen zwischen fremden Welten. Trotz enormen technischen Aufwands war dem Film kein Erfolg beschert und eine geplante Fortsetzung wurde nicht realisiert.
Als auch sein nächster Film Under Suspicion mit Morgan Freeman und Gene Hackman floppte, zog es Hopkins zurück zum Fernsehen, nachdem er schon 1989 drei Episoden der Fernsehserie Geschichten aus der Gruft inszenierte. Er führte bei zwölf der 24 Episoden der ersten Staffel der Fernsehserie 24 Regie, die auch Hauptdarsteller Kiefer Sutherland zurück aus der Versenkung holte. Es folgten die Fernsehserie Traffic, basierend auf Steven Soderberghs Kinofilm Traffic – Macht des Kartells, und die Serie Californication mit David Duchovny.
Ins Kino kehrte Hopkins 2004 mit der Verfilmung von Peter Sellers’ Leben zurück: The Life and Death of Peter Sellers mit Geoffrey Rush. 2007 folgte The Reaping – Die Boten der Apokalypse mit Hilary Swank. Seither ist er in erster Linie für das Fernsehen als Regisseur und Produzent tätig. Erst mit Zeit für Legenden (2016) drehte er einen weiteren Kinofilm.

## Filmografie (Auswahl)
- 1986: Highlander (Second Unit Regie)
- 1987: Dangerous Game
- 1989: Geschichten aus der Gruft (Tales from the Crypt, Fernsehserie, drei Episoden)
- 1989: Nightmare on Elm Street 5 – Das Trauma (A Nightmare on Elm Street 5: The Dream Child)
- 1990: Predator 2
- 1993: Judgment Night – Zum Töten verurteilt (Judgment Night)
- 1994: Explosiv – Blown Away (Blown Away)
- 1996: Der Geist und die Dunkelheit (The Ghost and the Darkness)
- 1998: Lost in Space
- 1999: Tube Tales (Fernsehfilm)
- 2000: Under Suspicion – Mörderisches Spiel (Under Suspicion)
- 2001: 24 (Fernsehserie, 12 Episoden)
- 2004: Traffic (Fernsehserie)
- 2004: The Life and Death of Peter Sellers
- 2005: World of Trouble
- 2007: The Reaping – Die Boten der Apokalypse (The Reaping)
- 2007: Californication (Fernsehserie, 3 Episoden)
- 2012–2014: House of Lies (Fernsehserie, 24 Episoden)
- 2016: Zeit für Legenden (Race)
- 2016–2017: 24: Legacy (Fernsehserie, drei Episoden)
- 2020: The Fugitive (Fernsehserie)
- 2023: Liaison (Fernsehserie)